# ГЕС Пруденсія
ГЕС Пруденсія (ісп. Prudencia) — гідроелектростанція на заході Панами в провінції Чирикі. Знаходячись після ГЕС Лорена, становить нижній ступінь в каскаді на річці Чирикі, котра впадає в Тихий океану неподалік від столиці названої провінції міста Давид.
Станція Prudencia є однією з трьох, споруджених компанією GDF Suez в межах гідроенергетичного проекту Дос-Марес. Схема останнього передбачає захоплення відпрацьованої на ГЕС Есті води з подачею по дериваційному каналу, котрий на своєму шляху через міжріччя Есті (права притока Gualaca, котра в свою чергу впадає ліворуч до Чирікі) та Чирикі спершу живить ГЕС Gualaca та ГЕС Лорена. Після останньої канал долає по сифону русло Чирикі, переходячи на її правобережжя, та прямує ще 7,5 км до водосховища Ель-Корро, створеного за допомогою земляної греблі з бетонним водоскидом на Cochea, правій притоці Чирикі. Ця водойма має площу 1,05 км2 і також приймає ліву притоку Cochea річку Papayal. Разом два названі водотоки додають в середньому 30 м3/с до 125 м3/с, котрі приходять зі станції Лорена (всього природним шляхом в Ель-Корро потрапляє 32 м3/с, проте 2 м3/с скидаються далі по руслу Cochea для підтримки екосистеми).
Від сховища прямує наступна ділянка каналу довжиною 2,9 км, котра завершується водоводами до машинного залу станції Prudencia. Останній обладнали двома турбінами типу Каплан загальною потужністю 58,8 МВт, які при напорі у 42,3 метра повинні забезпечувати виробництво 292 млн кВт-год електроенергії на рік.
Відпрацьована вода прямує по відвідному каналу довжиною 6 км до річки Чирикі-Нуево — західного (правого) рукава дельти Чирикі, який впадає в затоку Тихого океану південніше від міста Давид (інше русло завершується в затоці Bahía de los Muertos на південний схід від провінційної столиці).
Продукція подається до національної енергомережі під напругою 230 кВ.